# أنطونيو غريماني
أنطونيو غريماني (28 ديسمبر 1434 - 7 مايو 1523) دوج البندقية بين عامي من 1521 إلى 1523. تزوج من كاترينا لوريدان. منهم دومينيكو جريماني، وكان ابن الدوق الأكبر بين خمسة أبناء الذي أصبح كاردينالًا في عام 1493،